# Avenida Fernando Ferrari
A avenida Fernando Ferrari é uma avenida de Vitória. Seu nome é em homenagem ao politico e economista Gaúcho que contribuiu na fundação do Partido Trabalhista Brasileiro (PTB) no ano de 1945, em cooperação com Getúlio Vargas e Alberto Pasqualini. Sua morte ocorreu em um trágico acidente de avião em 1963, logo após perder a eleição, em que se candidatou a vice-presidente no mesmo ano.
É uma das principais vias da cidade, estendendo-se por cinco quilômetros e frequentada por 75 mil condutores diariamente. A avenida é uma importante ligação entre a ilha de Vitória e o município da Serra, e passa pelo Aeroporto Eurico de Aguiar Salles e pelo campus de Goiabeiras da  Universidade Federal do Espírito Santo.
A avenida passou por reformas entre 2003 e 2 de fevereiro de 2013, para ampliação de duas para três faixas por sentido. A reforma contou também com construção de baias de ônibus, calçadas, ciclovia e canteiro central, além da nova Ponte da Passagem e sua passarela Maurício de Oliveira e o viaduto da Ufes. As obras custaram R$ 102,8 milhões, dos quais R$ 40.772.024,91 gastos em desapropriações.]
Em 2017, foi constatada como a via mais perigosa de Vitoria, de acordo com Relatório Anual de Acidentes de Trânsito de 2017, sendo registrado nesse ano  6147 acidentes de trânsito, sendo 1907 com vítimas. Desse total, 36 morreram: 20 após colisões ou choques, 14 por atropelamento e duas após o veículo capotar.